# Brokk

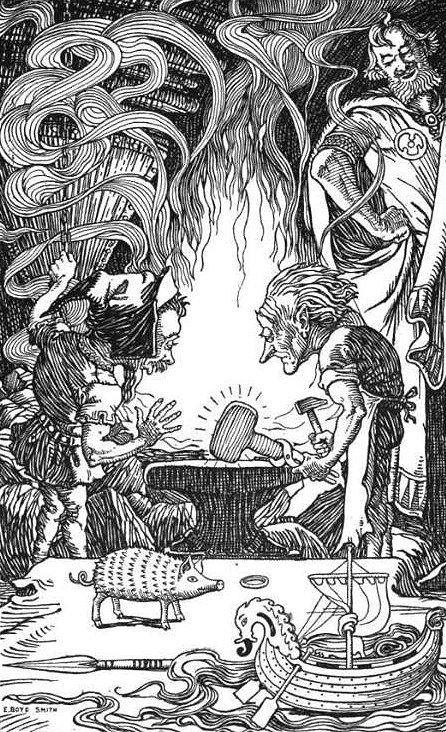
Brokk

Brokk est un nain de la mythologie nordique. Il a pour frère Eitri.

## Mythe
Quand Loki eut la chevelure d’or de Sif, le bateau merveilleux de Freyr, Skidbladnir, et l’épieu d’Odin, Gungnir, tous réalisés par les fils d'Ivaldi, il paria sa propre tête que Eitri, le frère de Brokk, ne serait pas capable de fabriquer d’autres attributs aussi valables que ceux-là.
Eitri réussit pourtant à forger l’anneau d’or Draupnir, et Gullinbursti étant le sanglier tirant le char de Freyr, ainsi que Mjöllnir, le marteau du dieu Thor. Brokk gagna donc son pari, mais Loki trouva une astuce. Il ne permit pas à Brokk de lui couper la tête, prétextant que cela lui abîmerait le cou, et que son cou n’était pas inclus dans le pari…

## Culture populaire
- Brok apparaît dans le jeu Age of Mythology.
- Brok apparaît en tant qu'allié dans le jeu God of War 4, dans lequel il est doublé par Robert Craighead en VO et par Gilbert Lévy en VF.